# Charles Frazier (Schriftsteller)
Charles Robinson Frazier (* 4. November 1950 in Asheville, North Carolina) ist ein US-amerikanischer Schriftsteller, der mit dem National Book Award ausgezeichnet wurde.

## Leben
Frazier graduierte 1973 an der University of North Carolina in Chapel Hill. Mitte der 1970er Jahre erreichte er nach weiteren Studien den Master of Arts an der Appalachian State University und seinen Ph.D. in Anglistik an der University of South Carolina im Jahre 1986. Er lebt mit seiner Frau Catherine, einer Lehrerin, und seiner Tochter Annie auf einer Farm in der Nähe von Raleigh, auf der er Pferde züchtet.

### Karriere als Schriftsteller
Sein erster Roman Unterwegs nach Cold Mountain handelt von der Reise von Inman, einem verwundeten Deserteur der Konföderierten gegen Ende des amerikanischen Bürgerkrieges. Die Geschichte beschreibt die Kultur und das Wesen der Berge North Carolinas und basiert auf der lokalen Geschichte und den Erzählungen Fraziers Vaters über Fraziers Urgroßonkel William Pinkney Inman. Inman, der aus der Gegend um Cold Mountain im westlichen North Carolina stammte, diente bis zu seiner Desertion nach zwei Verwundungen in der konföderierten Armee und ist angeblich in einem örtlichen Friedhof begraben. Der echte Inman diente als einfacher Soldat in der F-Kompanie der 25. North Carolina Infanterie und sein Regiment war an der Belagerung von Petersburg und dabei auch an der Kraterschlacht beteiligt.
Der Roman wurde 1997 mit dem National Book Award ausgezeichnet und wurde 2003 von Anthony Minghella unter dem gleichnamigen Titel verfilmt.
Fraziers zweiter Roman Dreizehn Monde wurde im Oktober 2006 veröffentlicht und beschreibt den Weg eines Mannes in einem Jahrhundert der Veränderungen in Amerika. Er spielt ebenfalls im Westen North Carolinas und beschreibt die Begegnungen eines weißen Mannes mit den Cherokee, vor, während und nach ihrer Umsiedlung nach Oklahoma. Basierend auf dem Erfolg seines vorangegangenen Buches erhielt er auf Dreizehn Monde einen Vorschuss in Höhe von acht Millionen Dollar.